# Liste der Naturdenkmale in Borgholzhausen
Die Liste der Naturdenkmale in Borgholzhausen nennt die im Gebiet der Stadt Borgholzhausen im Kreis Gütersloh in Nordrhein-Westfalen ausgewiesenen Naturdenkmale.

## Naturdenkmale
| Bild | Nr.    | Bezeichnung                                | Lage                                                     | Position                   | Beschreibung                |
| ---- | ------ | ------------------------------------------ | -------------------------------------------------------- | -------------------------- | --------------------------- |
|      | B1     | Gingkobaum                                 | Kampgarten 2                                             | 52° 6′ 10″ N, 8° 18′ 12″ O |                             |
|      | B12    | Ilex                                       | Kampgarten 20                                            | 52° 6′ 17″ N, 8° 18′ 14″ O |                             |
|      | 2.3.1  | Findling                                   | östlich des Wohnhauses Hof Ellerbeck                     | 52° 5′ 29″ N, 8° 14′ 1″ O  |                             |
|      | 2.3.2  | Stieleiche                                 | Nordostecke des Hofes Pettker, an der Torausfahrt        | 52° 5′ 27″ N, 8° 15′ 6″ O  |                             |
|      | 2.3.3  | Wegeaufschluss „Untere submarine Gleitung“ | ca. 900 m nördlich des Hofes Kloppe, östl. des Waldweges | 52° 6′ 25″ N, 8° 16′ 39″ O |                             |
|      | 2.3.4  | „Bruch des Kolon Kleine“                   | ca. 750 m nordöstl. des Hofes Kloppe                     | 52° 6′ 16″ N, 8° 16′ 49″ O | bäuerlicher Kleinsteinbruch |
|      | 2.3.5  | Stieleiche                                 | Hof Rahmann, Nordwestecke der Hoflage                    | 52° 4′ 12″ N, 8° 15′ 24″ O |                             |
|      | 2.3.6  | Stieleiche                                 | östlich Hof Kemner, zwischen Stall und K 23              | 52° 4′ 16″ N, 8° 15′ 43″ O |                             |
|      | 2.3.7  | Stieleiche                                 | Hof Habighorst, zwischen Hoflage und Bahnlinie           | 52° 4′ 21″ N, 8° 17′ 40″ O |                             |
|      | 2.3.9  | Stieleiche                                 | auf der Hofstelle Landweg 3                              | 52° 7′ 0″ N, 8° 19′ 41″ O  |                             |
|      | 2.3.11 | 2 Linden                                   | Haus Brincke, beiderseits des Zugangs zum Schloss        | 52° 6′ 37″ N, 8° 20′ 40″ O |                             |
|      | 2.3.35 | 3 Eichen                                   | an der Uferböschung des Rolfbaches                       | 52° 5′ 10″ N, 8° 14′ 42″ O |                             |